# ФЕД (завод)

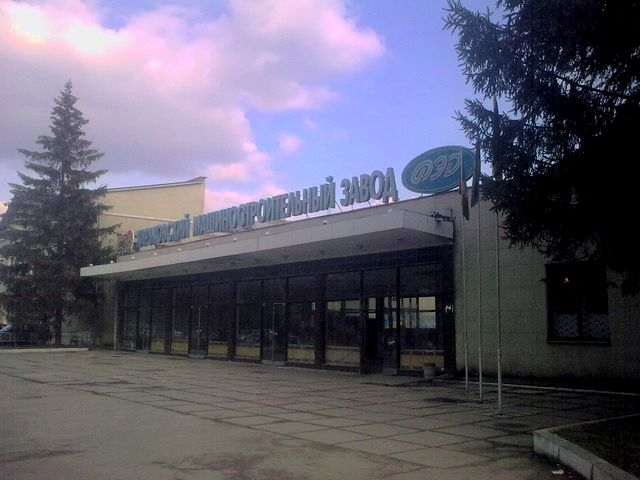
Харківський машинобудівний завод «ФЕД»

Харківський машинобудівний завод «ФЕД» (скор. ДП «ХМЗ „ФЕД“»; від Фелікс Едмундович Дзержинський) — промислове підприємство в Харкові з виготовлення агрегатів гідравлічних, паливних та електричних систем авіаційної техніки, бронетехніки, та виробів залізничного призначення. Виготовляє високоточну паливнорегулюючу апаратуру, інтегральні гідроприводи, гідромотори, гідронасоси, насосні станції для авіаційної промисловості та інших галузей машинобудування. Підприємство було засновано 1927 року й отримало популярність завдяки випуску відомих фотоапаратів серії «ФЕД».
Сьогодні ХМЗ «ФЕД» — це бренд в авіаційно-космічній галузі, який виготовляє, ремонтує та модернізує агрегати для гідравлічних, паливних та електричних систем авіаційної техніки, гальмівного обладнання вантажного рухомого складу залізниць, а також бронетехніки.

## Історія заводу

### Комуна
Підприємство було створено в 1927 році на базі невеликих механічних майстерень дитячої трудової комуни ім. Дзержинського, під керівництвом відомого педагога та вченого Антона Макаренка. В проекті передбачалася організація механічної, деревообробної, швейної та шевської майстерень. Першою продукцією комуни була ліжкова арматура: колонки, кути і кільця. Згодом, з набуттям досвіду, почався випуск більш складних замовлень — ударників для вогнегасників, компостів і т. д. У зв'язку з розширенням виробництва до майстерень почали залучатися висококваліфіковані токарі, фрезирувальники та робітники інших професій.
На початку 30-х років країна пережила бурхливий період індустріалізації. Це зумовило проведення ряду нарад та консультацій з відомчими органами та міською владою, в результаті чого було прийняте рішення щодо проведення обстежень виробничих потужностей комуни. І вже в 1931 році, для розробки проекту заводу, а пізніше для складання технічної документації на виріб, робочих креслень, технологічних процесів до трудової комуни було направлено групу інженерів під керівництвом М. О. Горбунова, який зробив величезний внесок в становлення та розвиток заводу. А 7 січня 1932 року пройшла знаменна подія для всієї промисловості країни — було відкрито перший, в Радянському Союзі, завод з виробництва електросверлілок.
З початку 1934 року почався відлік серійного випуску фотоапаратів серії «ФЕД», а у вересні 1935 року було випущено десятитисячний фотоапарат. Надалі були розроблені та серійно випускалися відомі малоформатні фотоапарати серії «ФЕД-5», автоматичні фотоапарати «ФЕД-Мікрон», «ФЕД-Мікрон-2», «ФЕД-35», «ФЕД-50», стереофотоаппарат «ФЕД-Стерео» та інше фотоприладдя.
У 1938 році враховуючи спеціалізацію комуни з виробництва оптичних виробів на неї покладається випуск приладів оборонного призначення (приціли до снайперських гвинтівок, артилерійські панорами, окопні перископи).
30 грудня 1938 комуна припинила своє існування як дитяча навчально-виховательна установа та була перетворена в Харківський промисловий комбінат НКВС СРСР ім. Дзержинського. А в січні 1941 року промкомбінат НКВС СРСР ім. Дзержинського було передано Народному комісаріату авіаційної промисловості СРСР і присвоєно назву «Державний союзний завод № 296 ім. Дзержинського». З перепідрядкуванням заводу було доручено освоєння нового в авіаційній техніці насосу безпосереднього вприскування палива в циліндри авіаційного двигуна. Освоєння нового виробу вплинуло на те, що до середини 1941 року завод став великим підприємством і отримав нову спеціалізацію — випуск авіаційної техніки.

### Роки війни
У роки Німецько-радянської війни завод було евакуйовано до сибірського міста Бердськ. У найкоротші терміни колектив засвоїв випуск паливних насосів для винищувачів Ла-5 та Ла-7, розпочав серійний випуск артилерійських та оптичних прицілів. Під час війни, на заводі тимчасово було припинено виробництво фотопродукції, а її серійне виробництво відновлено в 1948 році.
Для доробки та впровадження в серійне виробництво насосів безпосереднього вприскування НБ-3У завод працював спільно з конструкторським бюро під керівництвом С. А. Косберга. Агрегат НБ-3У був призначений для покращення тактико-технічних характеристик авіаційного мотора АШ-83ФН, який був найпотужнішим серед інших моторів. Агрегат НБ-3У встановлювали на винищувачі Ла-5, Ла-7, бомбардувальники Ту-2, Пе-8.
За освоєння нового виду продукції, завод було нагороджено орденом Трудового Червоного Прапора.

### Повоєнні часи
У 1946 році завод повернувся до Харкова і з початку почав відновлення виробництва. З 1947 року завод відновив виробництво паливної авіаційної апаратури, а з 1948 року — виробництво фотоапаратів «ФЕД».
У 1954 році підприємство розпочало серійне виробництво паливної апаратури для одного з перших у світовому авіабудівництві реактивного літака Ту-104. Агрегати підприємства встановлювались майже на всіх літаках та гвинтокрилах Радянського Союзу, більшість виробів поставлялися на експорт.
З 1956 року завод почав випускати золотникові пульти керування стойками шасі конструкції І. І. Звєрєва для літаків Ан-24, наймасовішого літака громадського повітряного флоту.
У 1960 році завод почав випуск регуляторів вугла повороту Р68Д і Р68ДТ повітряних гвинтів для турбіногвинтових двигунів.

### Освоєння нової продукції
У 1971 році на базі Харківського машинобудівного заводу, його філіалів — Первомайського механічного заводу і Вовчанського агрегатного було створено Харківське виробниче об'єднання «ФЕД».
З 1972 року підприємство почало серійний випуск насосів-регуляторів НР-3А для двигунів ТВ3-117, які встановлюють на гвинтокрили. Також було організовано виробництво інтегральних приводів-генераторів та гідродинамічного лопаточного приводу-генератора для літаків «Ан», «Як», «Ту», «МиГ», «Су». В 1993 році було створено науково-виробничу корпорацію «ФЕД».
Наприкінці 90-х років ДП "ХМЗ «ФЕД» зупинило виробництво фотоапаратів. За всі роки їх було випущено 8 мільйонів 647 штук.

### Сучасність
Насьогодні робота ДП "ХМЗ «ФЕД» проходить в складі Державного концерну «Укроборонпром». З 2017 року по теперішній час ДП "ХМЗ «ФЕД» разом з ДП «ХАКБ» та АТ "ФЕД завод «ФЕД» постійно проводяться науково-дослідні та дослідно-конструкторські роботи щодо освоєння нових зразків авіаційної техніки різних модифікацій, паливно-регулюючої апаратури та комплектуючих до неї.
Для впровадження в серійне виробництво нових зразків агрегатів, планом технічного переобладнання передбачено створення ділянки прогресивних технологій, сучасне обладнання для якого планується придбати до 2020 року. Основними споживачами продукції ДП "ХМЗ «ФЕД» є: ДП «Антонов», АТ «Мотор Січ», ДП «Івченко-прогрес», авіаційні ремонтні підприємства, а також підприємства з випуску та ремонту бронетехніки.
Продукція підприємства ДП "ХМЗ «ФЕД» постачається до країн ближнього та дальнього зарубіжжя — Казахстану, Бангладешу, Індії, Китаю, Чехії, Латвії, Польщі.
Підприємство бере участь в міжнародних авіаційних виставках, які проводяться у Франції, Китаї, Великій Британії, а також в Україні — «Авіасвіт», «Зброя та безпека».
Крім авіаційної продукції підприємство виготовляє комплекти гальмівного обладнання для вантажного залізничного транспорту.
На підприємстві ДП "ХМЗ «ФЕД» було розроблено та впроваджено «План стратегічного розвитку підприємства на 2018—2022 р.р». ДП "ХМЗ «ФЕД» входить до складу асоціації високотехнологічних підприємств та організацій «Космос» та авіаційної корпорації «Українська авіабудівна компанія».
На підприємстві затверджено програму технічного переозброєння, яка передбачає придбання високовиробничого обладнання.
У рамках Програми інтеграції України до Європейського Союзу, підприємство розпочало тестове апробування впровадження технічних стандартів НАТО щодо якості продукції.

## Керівництво
1. Макаренко Антон Семенович (1927—1932) — начальник комуни;
2. Судаков Іван Парфірович (1932—1934) — начальник комуни;
3. Тихонов Петро Кирилович (1934—1936) — начальник комуни;
4. Берман Вєніамін Соломонович (1936—1938) — начальник комуни; (1938—1941) — завідувач промкомбінатом; (1941—1950) — директор заводу;
5. Єрмоленко Олексій Іванович (1950—1960) — директор заводу;
6. Рижов Леонід Степанович (1960—1971) — директор заводу; (1971—1981) — генеральний директор об'єднання;
7. Макаренко Вадим Петрович (1981—1985) — генеральний директор об'єднання;
8. Такорˈянц Матеос Петрович (1985—1987) — генеральний директор об'єднання;
9. Жданов Олександр Андрійович (1987—1991) — генеральний директор об'єднання; (1991—1993) — директор заводу; (1993—2015) — президент корпорації, директор заводу;
10. Пащенко Олександр Юрійович (2015—2018) — директор заводу;
11. Леонов Дмитро Андрійович (з 2018) — директор заводу.

## Зразки продукції, завдяки якій завод «ФЕД» здобув всесвітню популярність

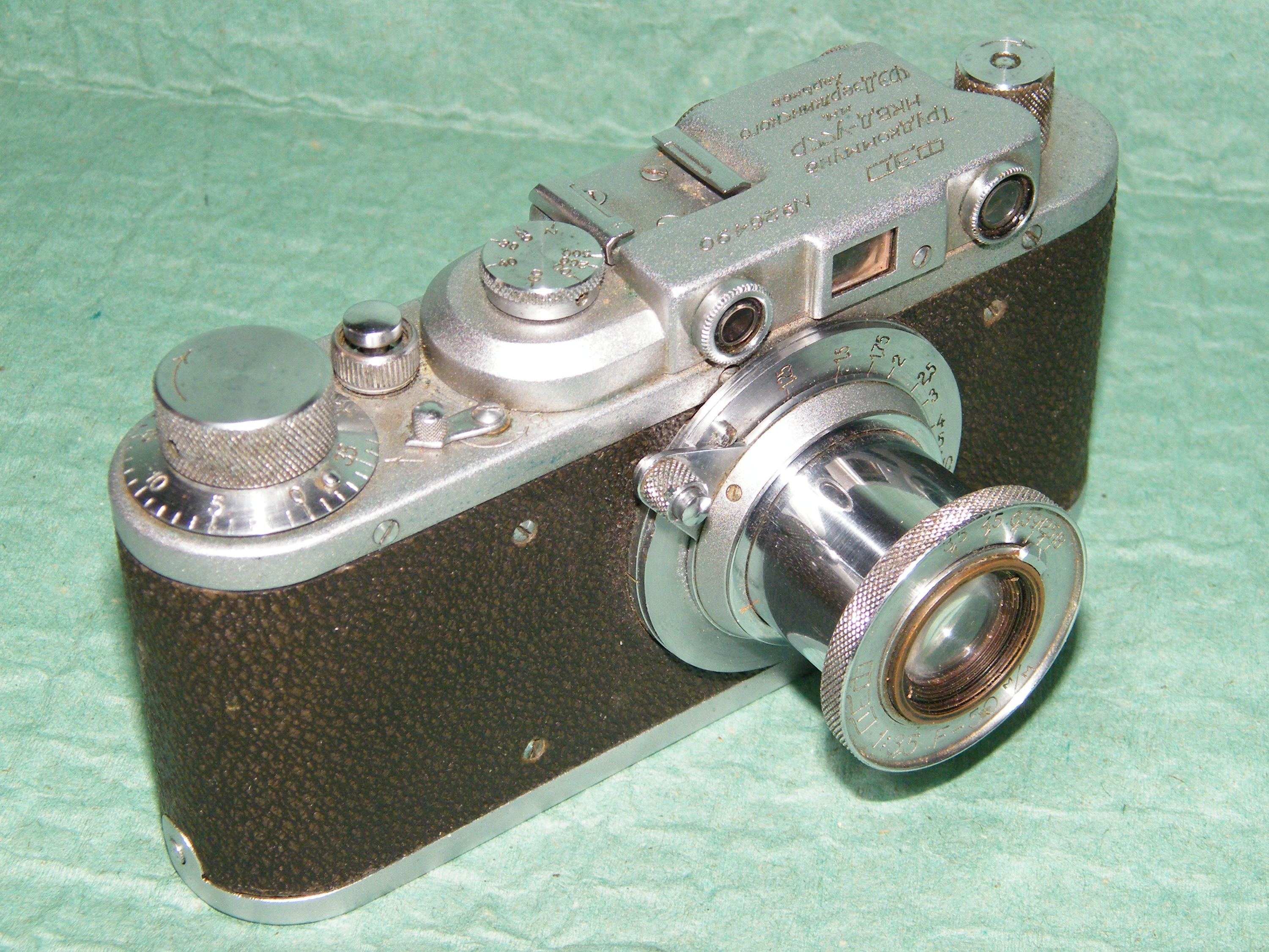
«ФЕД»
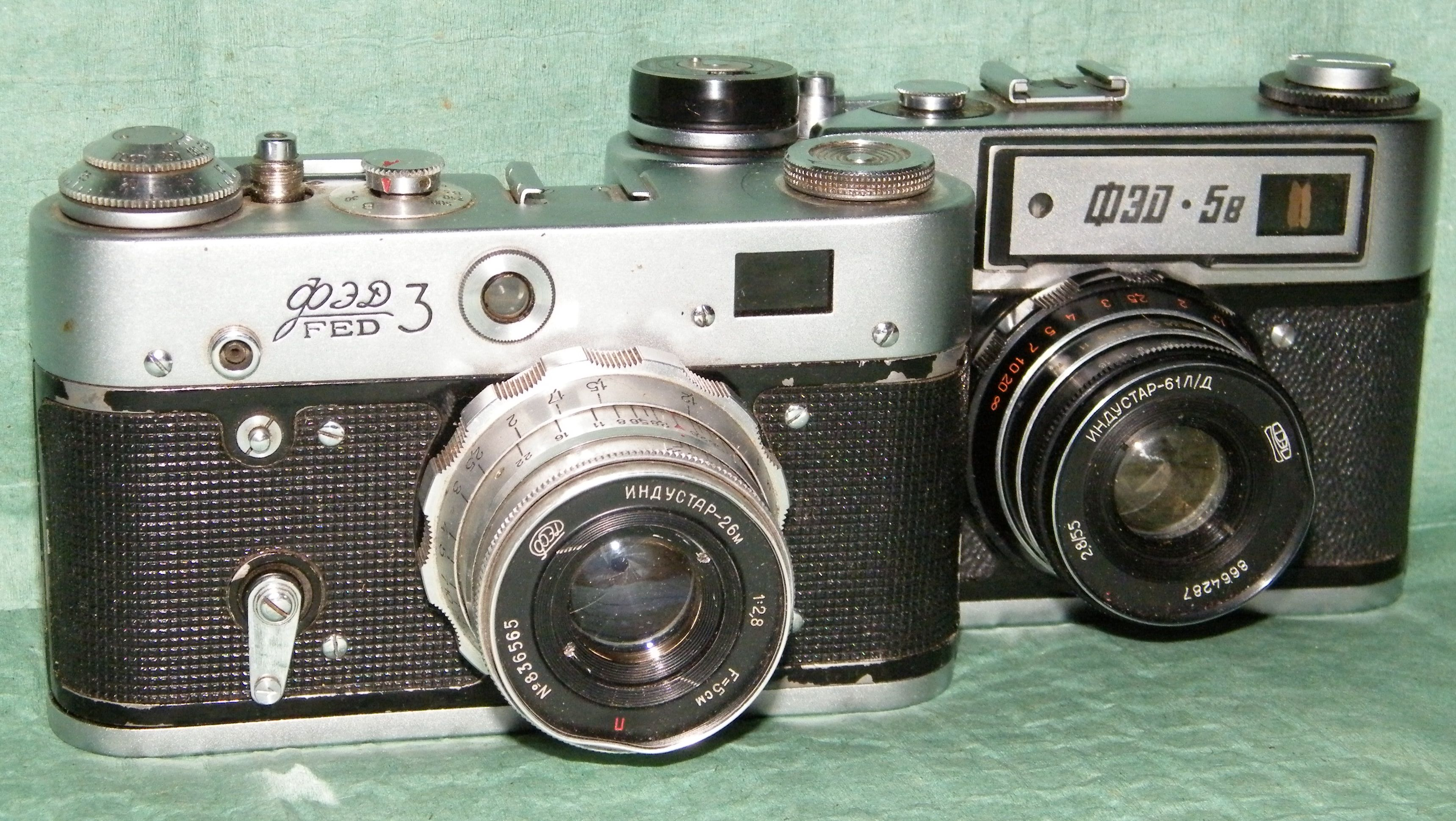
«ФЕД-3» та «ФЕД-5В»
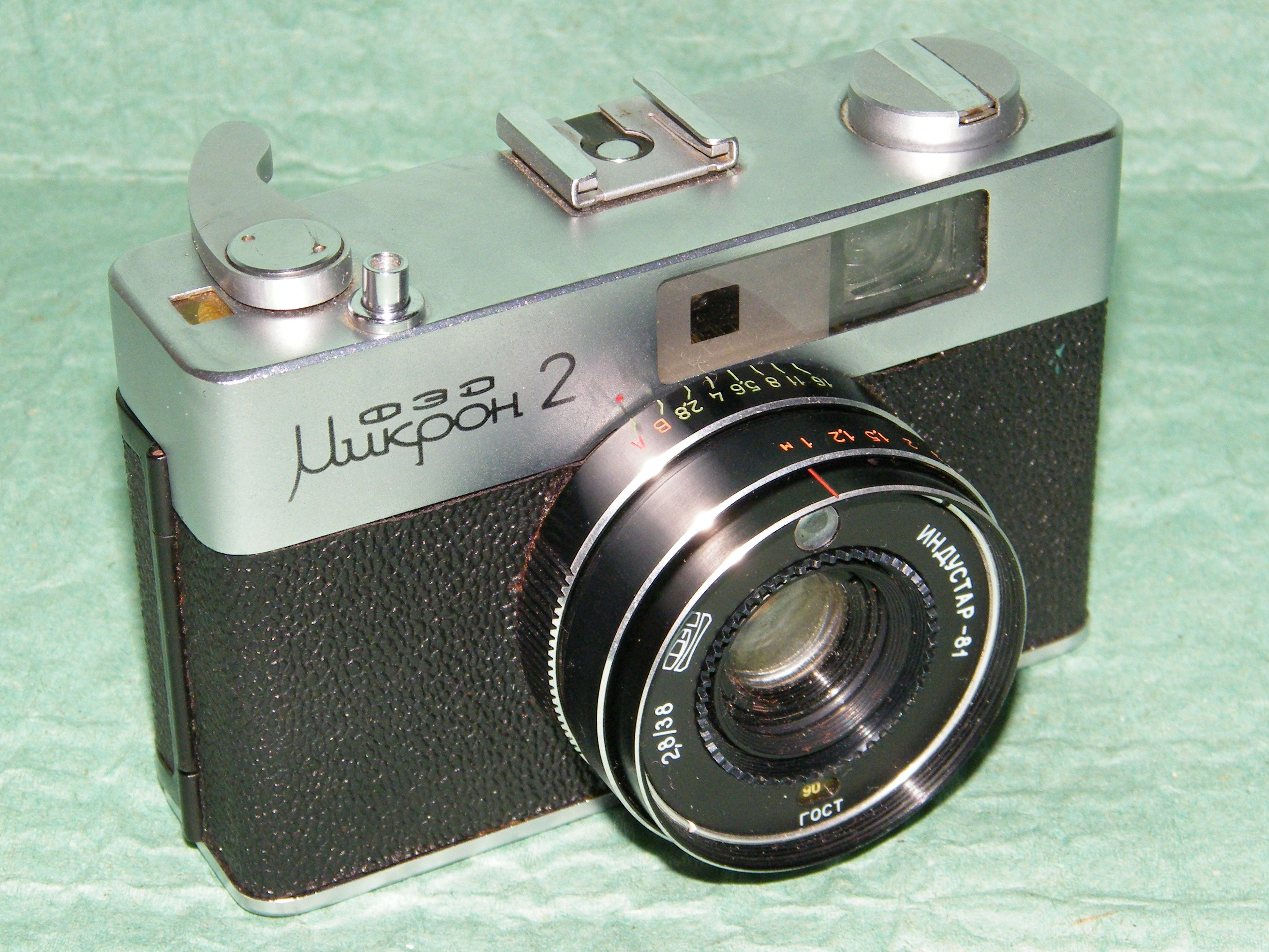
«ФЕД-Мікрон-2»